# St. Martin im Innkreis
St. Martin im Innkreis là một đô thị thuộc huyện Ried thuộc bang Oberösterreich, Áo. Đô thị St. Martin im Innkreis có diện tích 9 km², dân số thời điểm năm 2006 là 1721 người.